# Pterolophia anticemaculata
Pterolophia anticemaculata là một loài bọ cánh cứng trong họ Cerambycidae.